# Dimeria aristata
Dimeria aristata är en gräsart som först beskrevs av Eduard Hackel, och fick sitt nu gällande namn av S.D.J.E. Senaratna. Dimeria aristata ingår i släktet Dimeria och familjen gräs. Inga underarter finns listade i Catalogue of Life.